# 최정례
최정례(1955년 ~ 2021년 1월 16일)는 대한민국의 시인이다. 시와 산문의 경계를 허무는 작업을 하였다.
1955년 경기도 화성에서 태어났다. 고려대학교 국어국문학과와 대학원을 졸업하고, 1990년 《현대시학》을 통해 등단했다.
1999년 김달진문학상, 2003년 제10회 이수문학상, 2006년 제52회 현대문학상, 2012년 제14회 백석문학상, 2015년 제15회 미당문학상과 제8회 오장환문학상을 받았다.
2021년 1월 16일, 암 투병 중 숨졌다.

## 저서

### 시집
- 《내 귓속의 장대나무 숲》(민음사, 1994)
- 《햇빛 속에 호랑이》(세계사, 1998)
- 《붉은 밭》(창비, 2001)
- 《레바논 감정》(문지, 2006)
- 《캥거루는 캥거루고 나는 나인데》(문지, 2011)
- 《개천은 용의 홈타운》(창작과비평사, 2015)
- 《빛그물》(창비, 2020)